# زیمنیچه
شهر زیمنیچه (به رومانیایی: Zimnicea) در شهرستان تلئورمن در کشور رومانی واقع شده‌است. جمعیت این شهر ۱۶٬۷۸۷ نفر  است.